# Alex Kidd: The Lost Stars
Alex Kidd: The Lost Stars (アレックスキッド ザ・ロストスターズ Arekkusu Kiddo Ze Rosuto Sutāzu?) är ett plattformsspel, ursprungligen ett arkadspel av Sega från 1986. Spelet porterades till Sega Master System in 1988. Den 9 mars 2009 släpptes det till Wii Virtual Console i Nordamerika. och i PAL-regionen den 17 april samma år.

## Handling
Alex måste stoppa den elake Ziggurat.

### Fotnoter
1. ↑  ”One WiiWare Game and One Virtual Console Game Added to Wii Shop Channel” (på engelska). Nintendo of America. 9 mars 2015. http://www.nintendo.com/whatsnew/detail/kGnfEnC8ZpLtQcyk4rlcm5pm99qFQ7ld. Läst 17 maj 2015.
2. ↑  ”Alex Kidd: The Lost Stars” (på engelska). Mobygames. 20 mars 1986. http://www.mobygames.com/game/alex-kidd-the-lost-stars. Läst 17 maj 2015.